# Аргентинская война против Боливийско-Перуанской конфедерации
Война против Перуано-Боливийской конфедерации (исп. Guerra contra la Confederación Perú-Boliviana) — вооружённый конфликт 1836—1839 годов, в котором с одной стороны участвовала Конфедерация Перу и Боливии, а с другой — Чили, Аргентинская конфедерация и перуанские диссиденты. Особенность конфликта была в том, что из-за антагонизма между чилийским диктатором Порталесом и аргентинским диктатором Росасом Аргентинская конфедерация вела в 1837—1838 годах с Перуано-Боливийской конфедерацией отдельную войну, не координируя действий с Чили. Военное поражение привело к распаду Перуано-Боливийской конфедерации. Тем не менее, армия Боливии добилась успехов в войне против Аргентины, временно аннексировав ее департамент Тариха.

## Вопрос об унитариях
В XIX веке Аргентина переживала длительный период гражданских войн. В первой половине XIX века эти войны велись в основном между теми, кто желал видеть Аргентину унитарным государством, и теми, кто хотел видеть её федерацией независимых провинций. В 1831 году федералисты победили по всей стране, и после принятия новой конституции Аргентина стала конфедерацией. Часть разбитых унитаристов нашла убежище в южной части Боливии, и в последующие годы они совершили оттуда несколько вторжений в северные провинции Аргентины. В итоге в августе 1835 года аргентинские войска пересекли границу Боливии, чтобы схватить Хосе Антонио Рейнафе и Хуана Корнелио Мояно.
Росас полагал, что Андрес де Санта-Крус поддерживает аргентинских унитаристов, чтобы в союзе с уругвайским президентом Фруктуосо Риверой присоединить к своему государству северо-запад Аргентины, как он это только что проделал с Перу. В сентябре 1836 года чилийский агент Франсиско Хавьер Росалес продемонстрировал Росасу документы, из которых следовало, что известный унитарист Хуан Гало де Лавалье ведёт с Санта-Крусом переговоры о создании буферного государства между Аргентиной и Боливией.

## Аргентино-чилийский союз
Под влиянием министра Диего Порталеса и при поддержке перуанцев, являвшихся противниками Санта-Круса и его конфедерации, чилийский президент Хосе Хоакин Прието 11 ноября 1836 года объявил Перуано-Боливийской конфедерации войну. Проинформировав о своих действиях Росаса, он попросил его также объявить войну и предложил заключить союз между Чили и Аргентиной.
Между Аргентиной и Боливией имелись старые счёты и территориальные претензии, восходящие к ещё недавним временам, когда обе страны освободились от испанского колониального владычества, поэтому предложение попало на благодатную почву. 13 февраля 1837 года Росас объявил о прекращении всех связей граждан Аргентины с гражданами Перу и Боливии. 21 февраля Росас проинформировал чилийскую сторону о том, на каких условиях Аргентина согласится на союз:
1. Война ведётся не против народов Перу и Боливии, а против Санта-Круса лично, от которого требуется вернуть Перу независимость.
2. Санта-Крусу будет запрещено забрать войска или вооружения из Перу. Армия Боливии будет сокращена до величины, необходимой для поддержания внутреннего порядка.
3. Аргентине будет возвращёна Тариха, Чили получит компенсацию за набег, совершённый Рамоном Фрейре, а Аргентина — за военные издержки и вторжения унитаристов.
4. Боливия и Перу должны предоставить Чили и Аргентине приемлемые условия, и урегулировать пограничные споры.

Порталес был взволнован тем, что Росас медлит с объявлением войны, и он был против включения пунктов о возвращении Тарихи и компенсациях за действия унитаристов, так как это не касалось Чили. Поэтому договор о союзе подписан не был, однако была достигнута договорённость о том, что Росас объявит войну Санта-Крусу (но не государству Перу).

## Аргентина вступает в войну
Оказавшись перед угрозой открытия нового фронта, Санта-Крус отправил 5 апреля послание Росасу, предлагая полное невмешательство с его стороны во внутренние дела Аргентинской конфедерации, но Росас обвинил привезшего послание генерала О’Брайена в подстрекательстве Лавалье и Риверы к вторжению, арестовал его и не стал отвечать на послание.
Гамильтон (посланник Великобритании в Аргентине), защищая коммерческие интересы своей страны, потребовал от Росаса воздержаться от объявления войны, однако Росас отказался идти на поводу у англичан. 30 апреля Росас проинформировал Алехандро Эредию о неизбежности войны, и поручил ему набрать солдат в провинциях Сальта, Жужуй, Тукуман и Катамарка. 16 мая 1837 года Росас назначил Эредию «главнокомандующим армией Аргентинской конфедерации для действий против тирана Санта-Круса». 19 мая, не дожидаясь одобрения со стороны прочих провинций, Росас объявил, что Аргентинская конфедерация находится в состоянии войны «с правительством Санта-Круса и его приспешниками».
Алехандро Эредия был поставлен во главе Северной армии, состоявшей из солдат, только что набранных в северо-западных провинциях Аргентины. В связи с тем, что в прочих провинциях в это время шли свои собственные внутренние конфликты, снабжение Северной армии из центральной части Аргентины отсутствовало.

## Развитие конфликта
Санта-Крус поручил командование Южным фронтом (боевыми действиями против Аргентины) Отто Филиппу Брауну. Брауну было приказано держать оборону до окончания боевых действий против Чили, однако, воспользовавшись бездействием Эредии (который продолжал готовить армию в Тукумане), Браун, сосредоточив свои силы, в августе 1837 года двумя колоннами вторгся на аргентинскую территорию. 11 сентября обе колонны сошлись в Умауаке.
Алехандро Эредия узнал о вторжении 9 сентября, и направил навстречу противнику своего брата Фелипе с частью уже прибывших в Жужуй сил. Тот отбил Умауаку и вынудил боливийцев отступить на север. Из-за восстаний в ряде северных аргентинских провинций силам Эредии пришлось отступить в провинцию Сальта, в то время как боливийцы отошли к границе.
После того, как в ноябре 1837 года был подписан Паукарпатский договор и Чили вышла из войны, Санта-Крус смог сконцентрировать все свои силы против Аргентины. В январе 1838 года Браун вновь перешёл в наступление. Однако чилийское правительство отказалось признавать Паукарпатский договор, Чили вернулась в войну, и угроза вторжения огромной армии Санта-Круса сошла на нет.
Тем временем Франция потребовала, чтобы Аргентина предоставила ей такие же торговые привилегии, какие имела Великобритания. Росас отказался это сделать, и началась Французская блокада Рио-де-ла-Платы, которая сильно ослабила Аргентину.
5 июня 1838 года Санта-Крус попытался, стремясь упредить чилийское вторжение, начать мирные переговоры с Аргентиной, и отправил к Эредии Наполеона Бонетти, однако Эредия отказался считать его парламентёром, арестовал и отправил в Буэнос-Айрес. Летом аргентинские войска вторглись на боливийскую территорию, но Браун сумел отбить нападение. 22 августа Браун скомандовал отступление в провинцию Жужуй, а оттуда — в Тукуман, где армия была распущена по домам. Престиж Эредии упал так низко, что 12 ноября в Тукумане поднялось восстание, во время которого Эредия был убит. Губернаторы северных аргентинских провинция не желали продолжения войны, и организовали противостоящую Росасу «Северную коалицию».
Несмотря на отступление и распад аргентинской армии, войска Брауна остались стоять на границе; Санта-Крус сосредоточился на войне против Чили.

## Окончание войны
Санта-Крус присоединил к Боливии часть земель аргентинской провинции Жужуй, назначив там боливийскую администрацию. В декабре 1838 года новый губернатор провинции Сальта Мануэль Сола начал за спиной главы министра внешних сношений Аргентинской конфедерации налаживать прямые контакты со своим северным соседом. 16 января 1839 года боливийский генерал Хосе Мигель де Веласко Франко направил ему письмо с предложением мира, и отпустил аргентинских пленных. Затем Веласко направил Клементе Усандивараса с предложением мира к губернаторам провинций Сальта, Жужуй и Тукуман.
Однако 20 января 1839 года чилийские войска неожиданно одержали победу в битве при Юнгае, после чего Перуано-Боливийская конфедерация прекратила своё существование. 14 февраля 1839 года генерал Веласко, ставший новым президентом Боливии, проинформировал губернатора Жужуя о прекращении состояния войны и о желании обсудить проблему Тарихи. 26 апреля 1839 года Росас официально прекратил войну и, не пользуясь ситуацией, сложившейся после поражения Санта-Круса, предложил, чтобы жители Тарихи сами решили свою судьбу. Тариха предпочла остаться в составе Боливии; земли в северной части провинции Жужуй, захваченные Боливией в ходе войны, были в марте 1839 года возвращены Аргентине.